# 里弗頓 (加利福尼亞州)
里弗頓（英語：Riverton）是位於美國加利福尼亞州埃爾多拉多縣的一個非建制地區。該地的面積和人口皆未知。

## 地理
里弗頓的座標為38°46′16″N 120°26′48″W / 38.77111°N 120.44667°W，而該地的平均海拔高度為987米（即3238英尺）。